# Klimó Károly
Klimó Károly (Békéscsaba, 1936. május 17.–) Munkácsy Mihály-díjas festőművész és grafikus, az egyik legeredetibb magyar nonfiguratív-festő. A Széchenyi Irodalmi és Művészeti Akadémia rendes tagja (1993).

## Életpályája
Felsőfokú tanulmányokat folytatott a Magyar Képzőművészeti Főiskolán (1956-1962), ahol Bernáth Aurél volt a mestere. Pályakezdő éveiben alkotó munkáját a Derkovits Gyula képzőművészeti ösztöndíj segítette. 1971-től a Képzőművészeti Főiskolán tanított, 1990-ig az esti tagozat vezetésére kapott megbízást, 1990 és 2005 között a festőszak osztályvezető tanára. Az 1970-es évek közepén tanulmányutakat tett Nyugat-Európában, Skandináviában és Iránban. Az 1980-as évek közepén az USA-ban járt. Az 1990-es években eljutott a Koreai Köztársaságba és Kínába is. 1966 óta csoportos kiállításokon szerepelt munkáival, első önálló kiállítása 1974-ben volt Budapesten. Budapesten és a Balaton-felvidéken él.

## Munkássága
Munkássága kezdetén a természeti jelenségből indult ki, amelyet folyamatosan absztrahálva felépítette saját formáit; rusztikus anyagokból kollázsokat, képarchitektúrákat készített. Művészetére nagy hatással volt az Európai iskola. Az 1970-es évek elejétől tizenöt évig nyaranta Szentendrén alkotott, és itt közeli kapcsolatba került Kondor Bélával, Korniss Dezsővel.
Az 1970-es évek közepétől munkássága összekapcsolható egyfajta informel hatással a festői gesztusok, az anyagok, a színek használatának szellemi rokonsága révén. A bonyolult képfelépítés éppen úgy megtalálható művészetében, mint a kihagyásos vagy egy-egy gesztura épülő kép, sokszor nagy homogén színfelületekre vagy éppen széttöredező színfelületeken adja elő újabb és újabb motívumok (geometriai vagy amorf forma, kalligrafikus jelek) alkalmazásával festőileg kiérlelt kompozícióit, ezekkel tudja igazán érzékeltetni saját és az őt körülvevő változó világ emberi és szociális érzéseit. Az 1980-as években részt vett az  Új szenzibilitás kiállítássorozatban és mozgalomban.
Vászonra is, papírra is fest, klasszikus könyveket illusztrál, könyvillusztrációiban nem válik el élesen a festészet és a grafika, ettől lesznek illusztrációi mozgalmasak, színesek, a mondanivalóval ötvözöttek. A színek nagy mestere, biztonságosan alkalmazza a mély színeket (fekete, vörös, mélykék, arany, fehér) is, melyekkel megteremti képei transzcendens jellegét. Az Ázsiában használatos képi írás tanulmányozása, s annak hatásai az 1990-es évektől természetes egyszerűséggel épültek be képeinek motívumkincsébe.

## Festményeiből

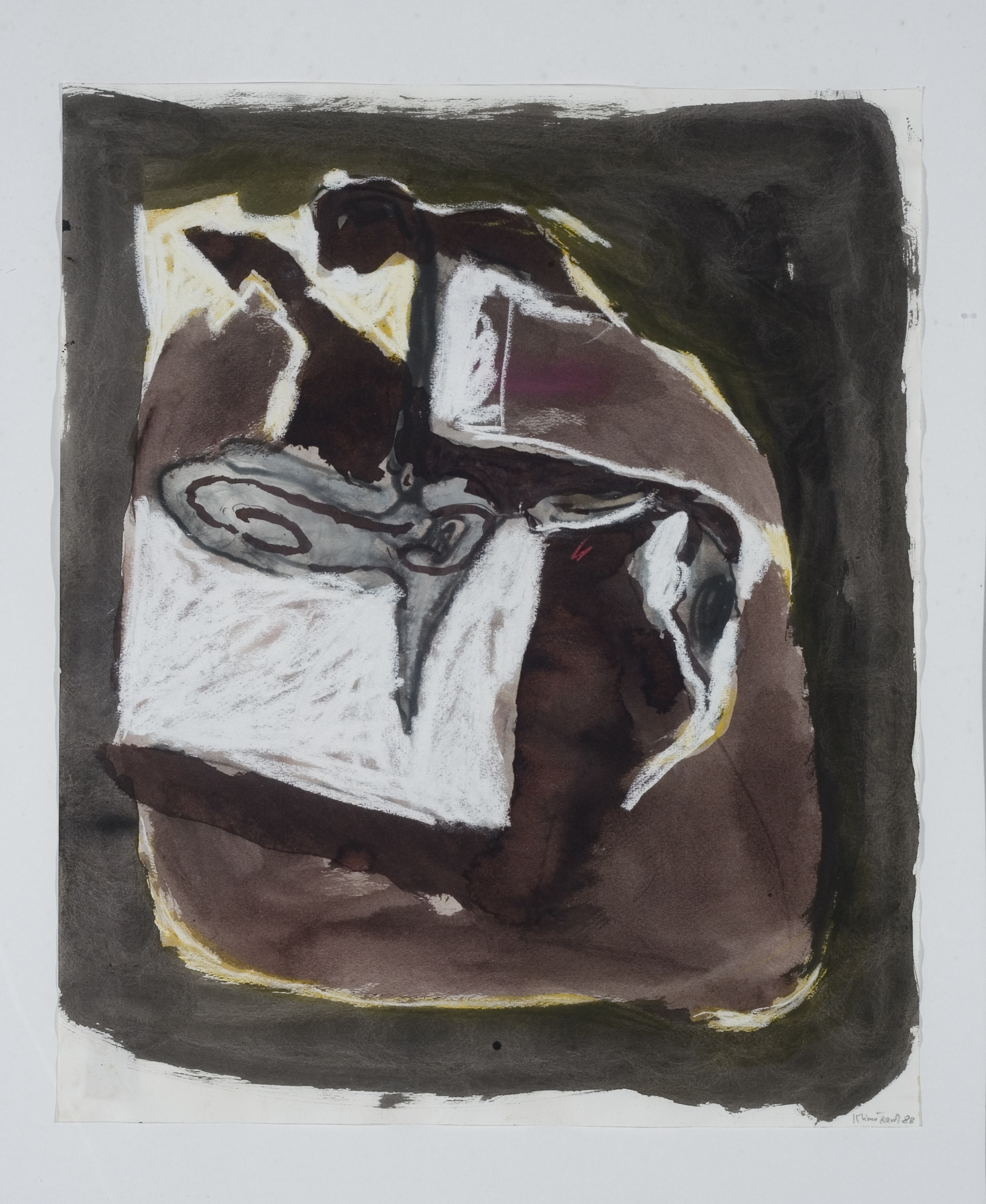
Ember és árnyéka (1988)
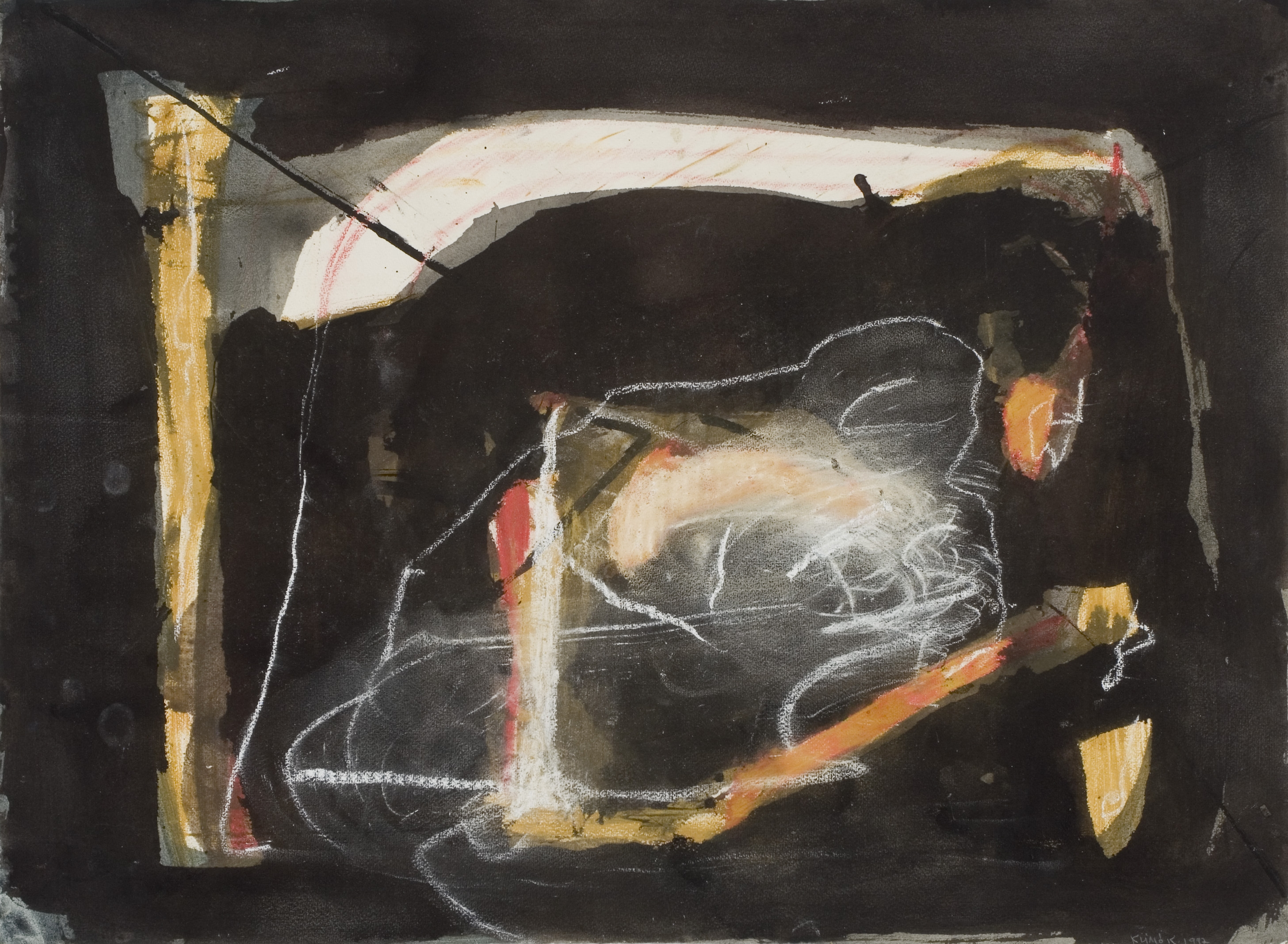
Kusza fények (1997)
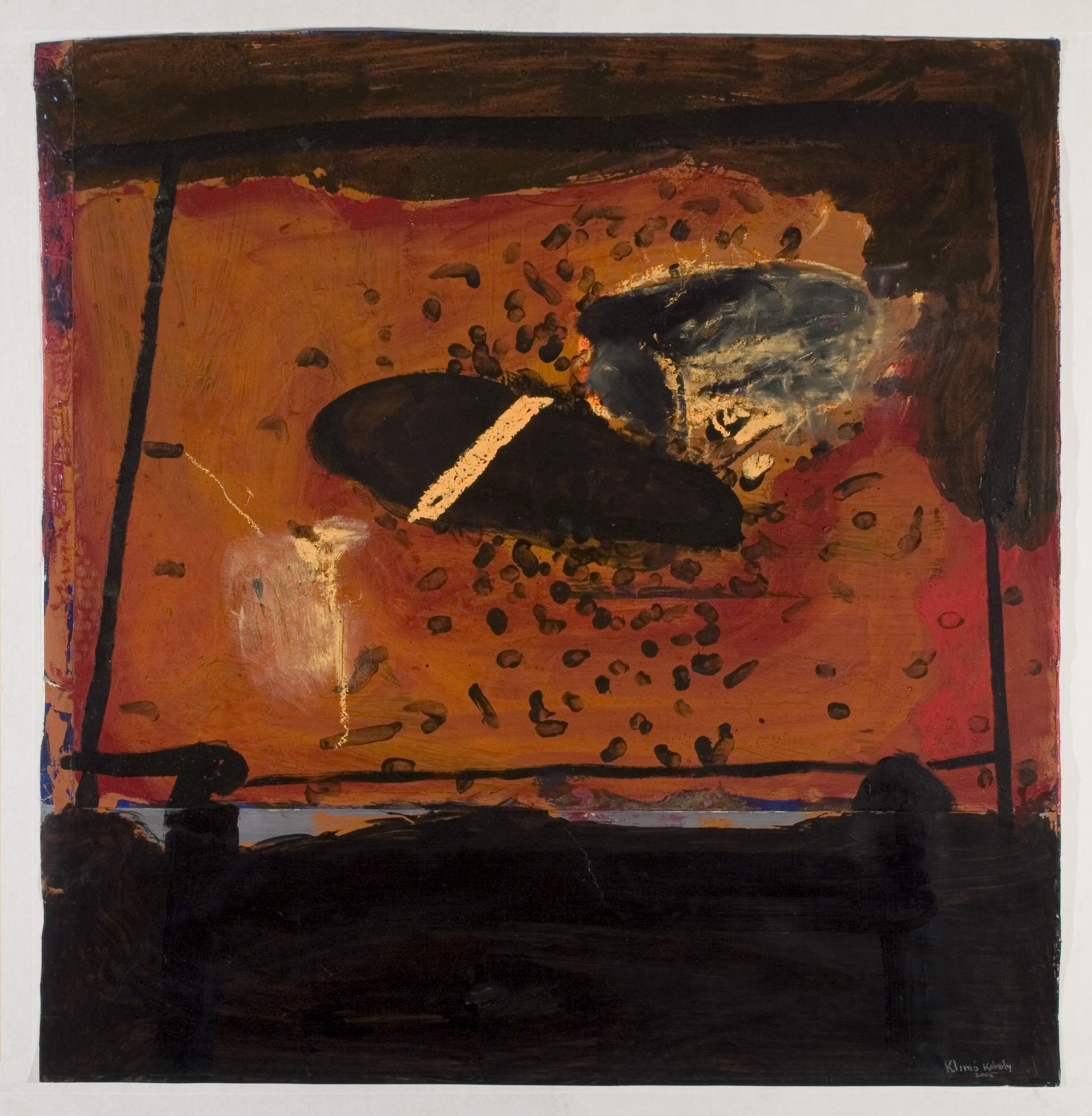
Csendélet bogarakkal (2005)
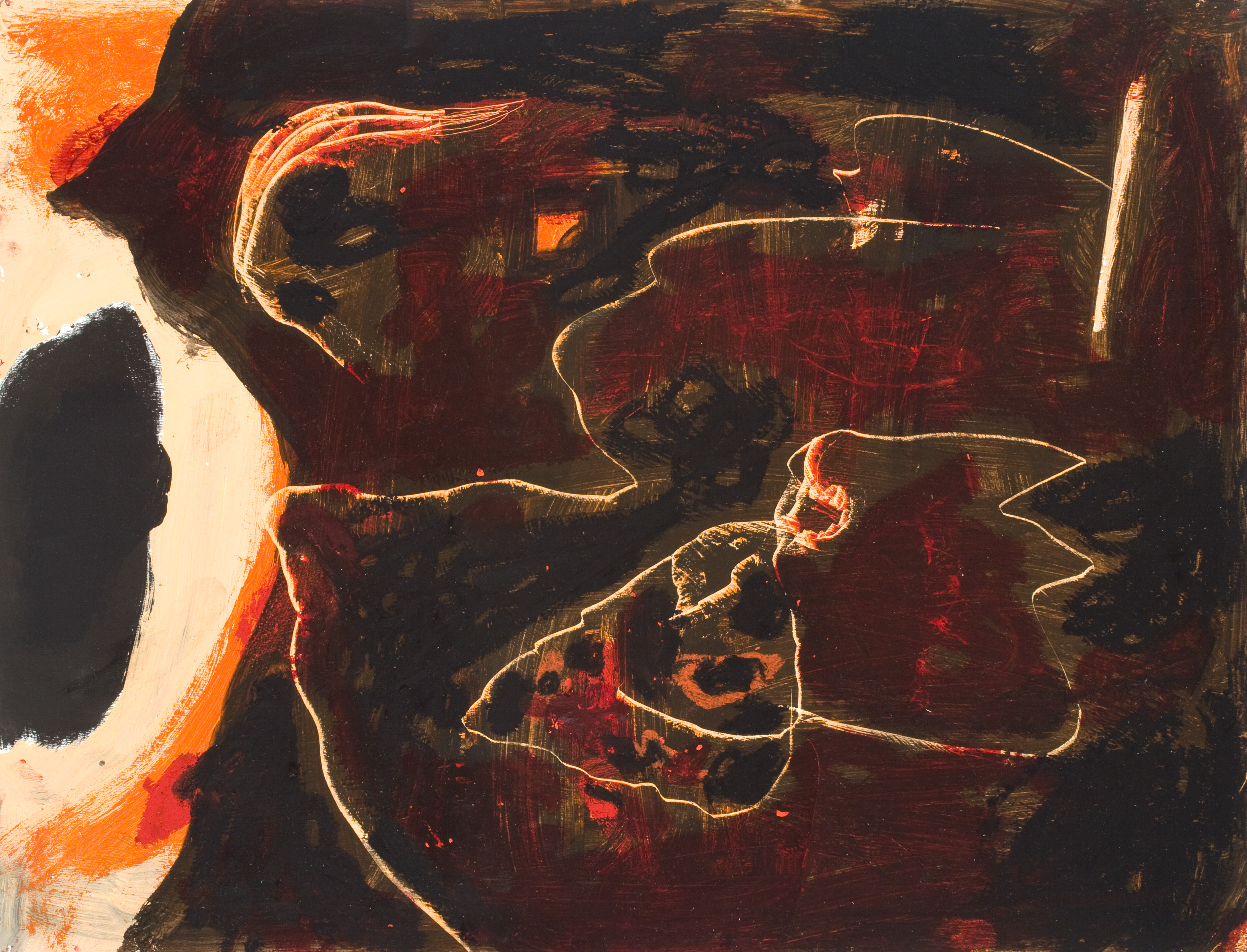
Újkori barlangrajz (2010)
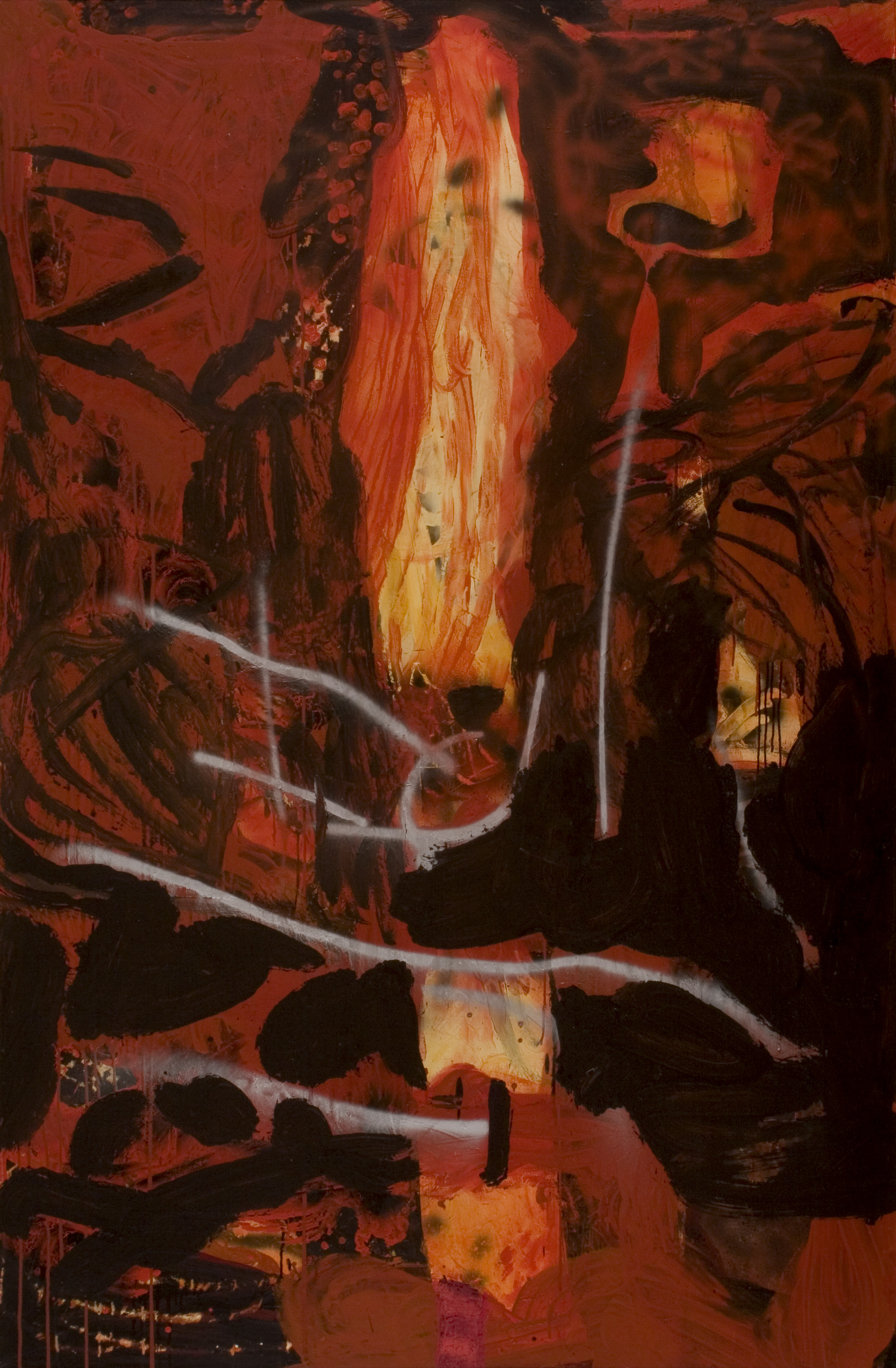
Távoli terekben (2008)
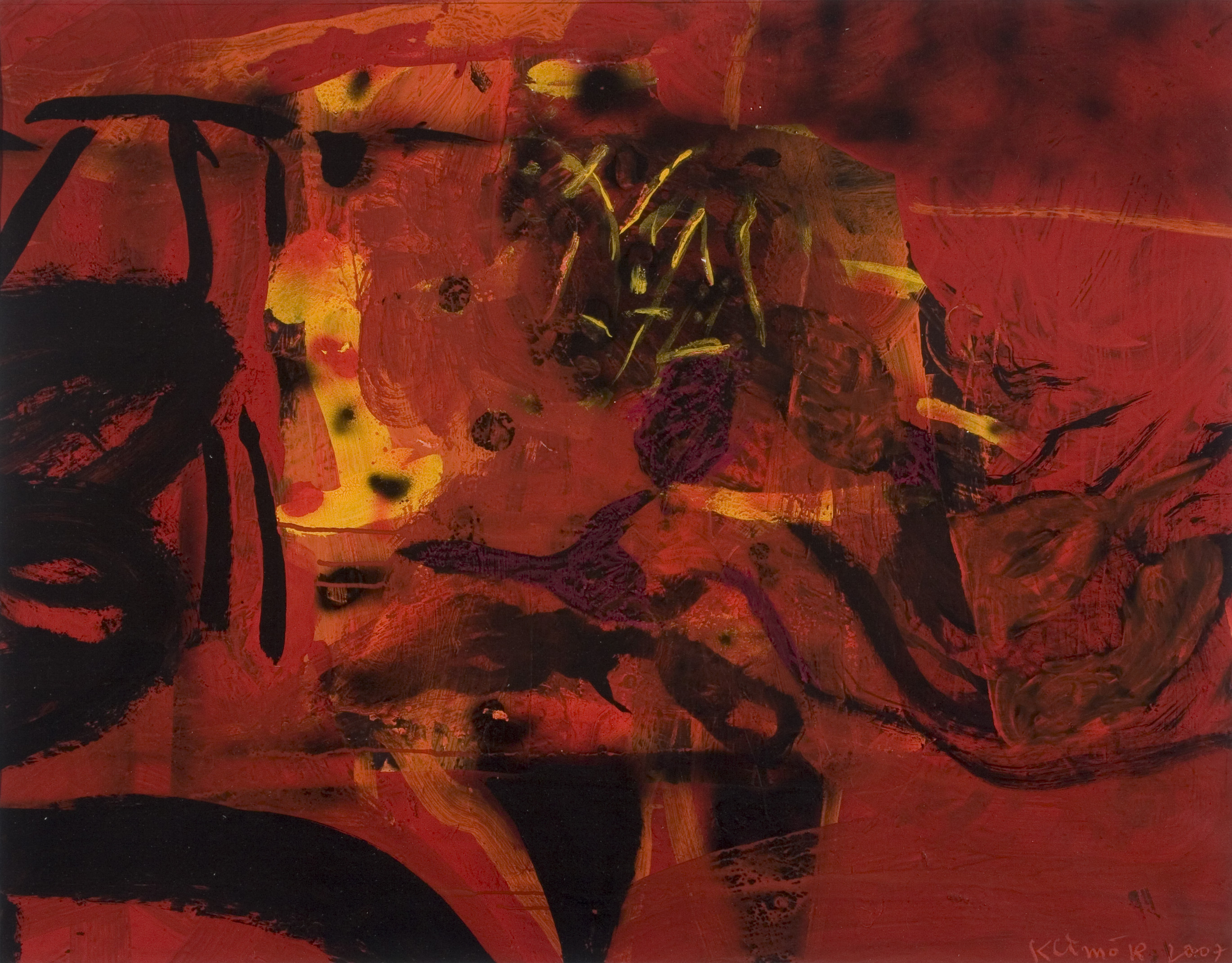
Kis lángok (2008)
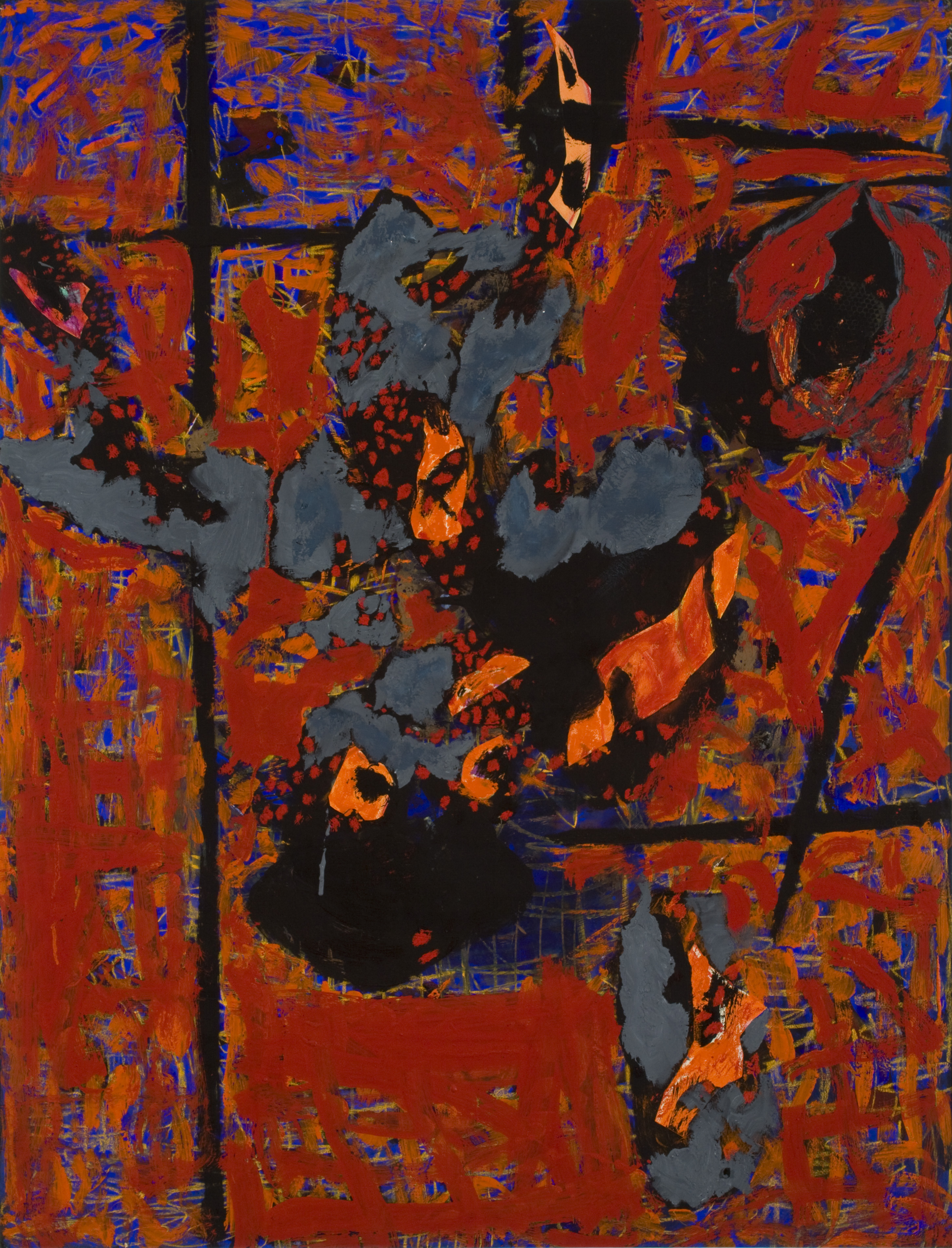
Futótűz
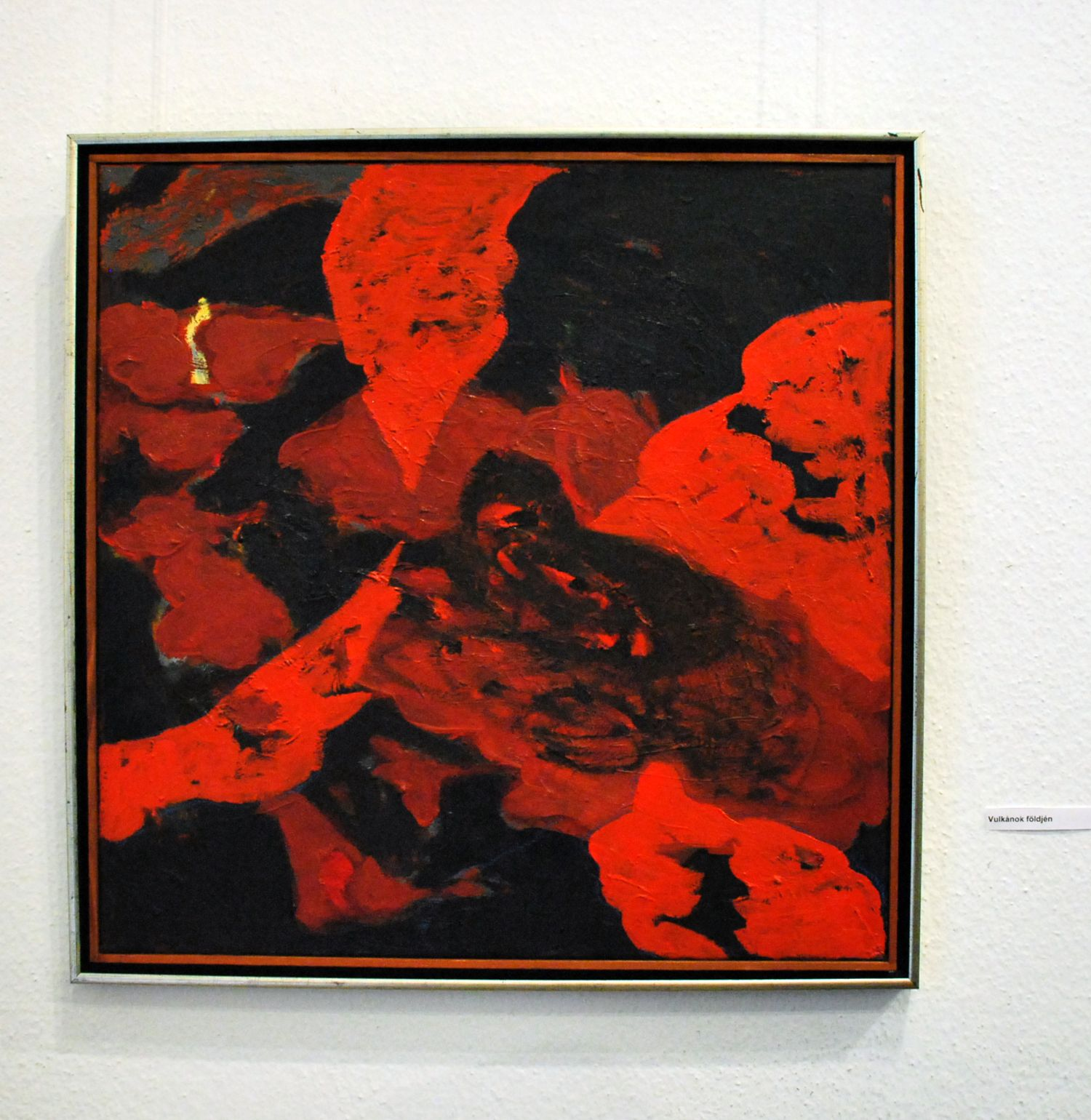
Tüzek a tájban (2011)
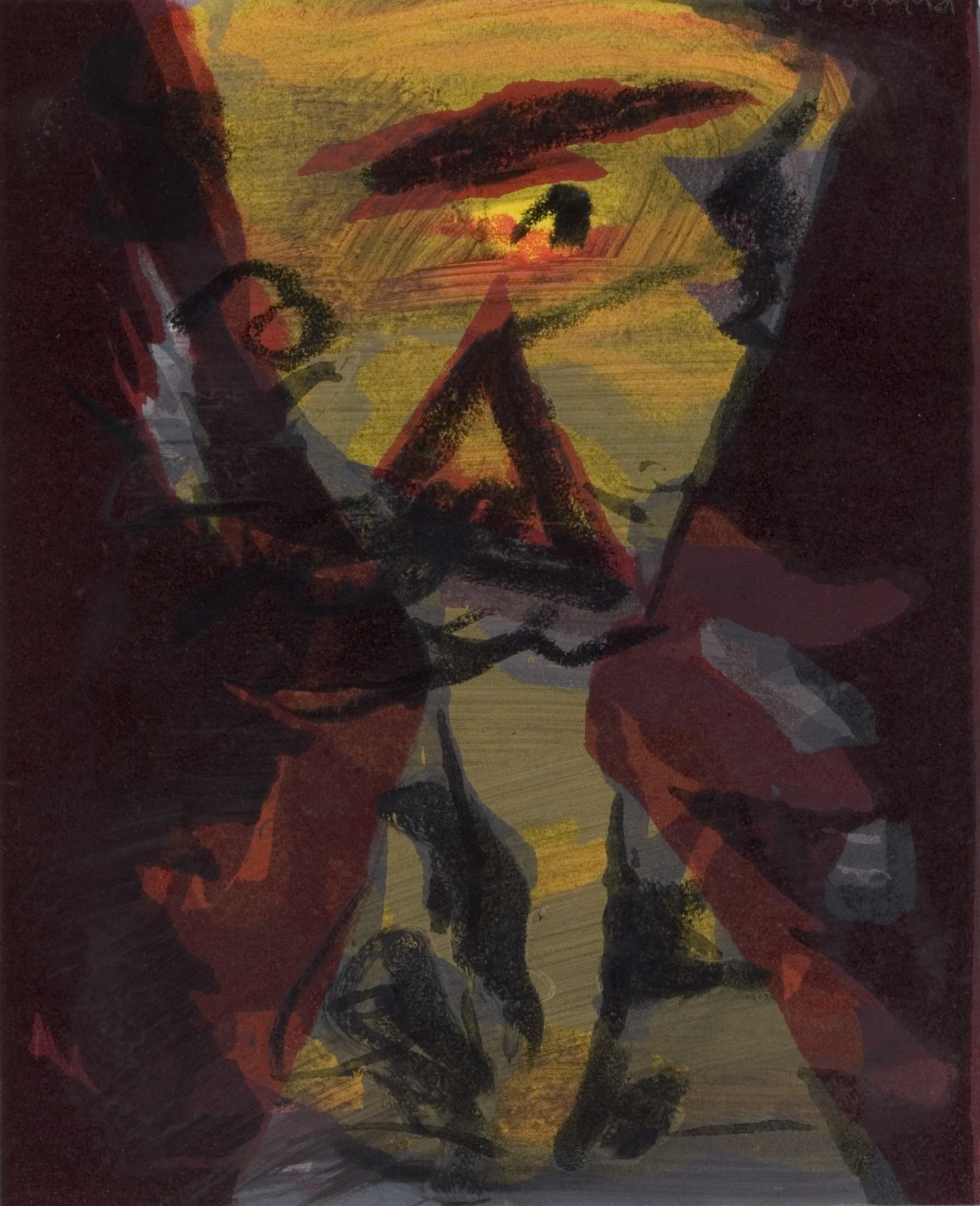
Füst (2008)
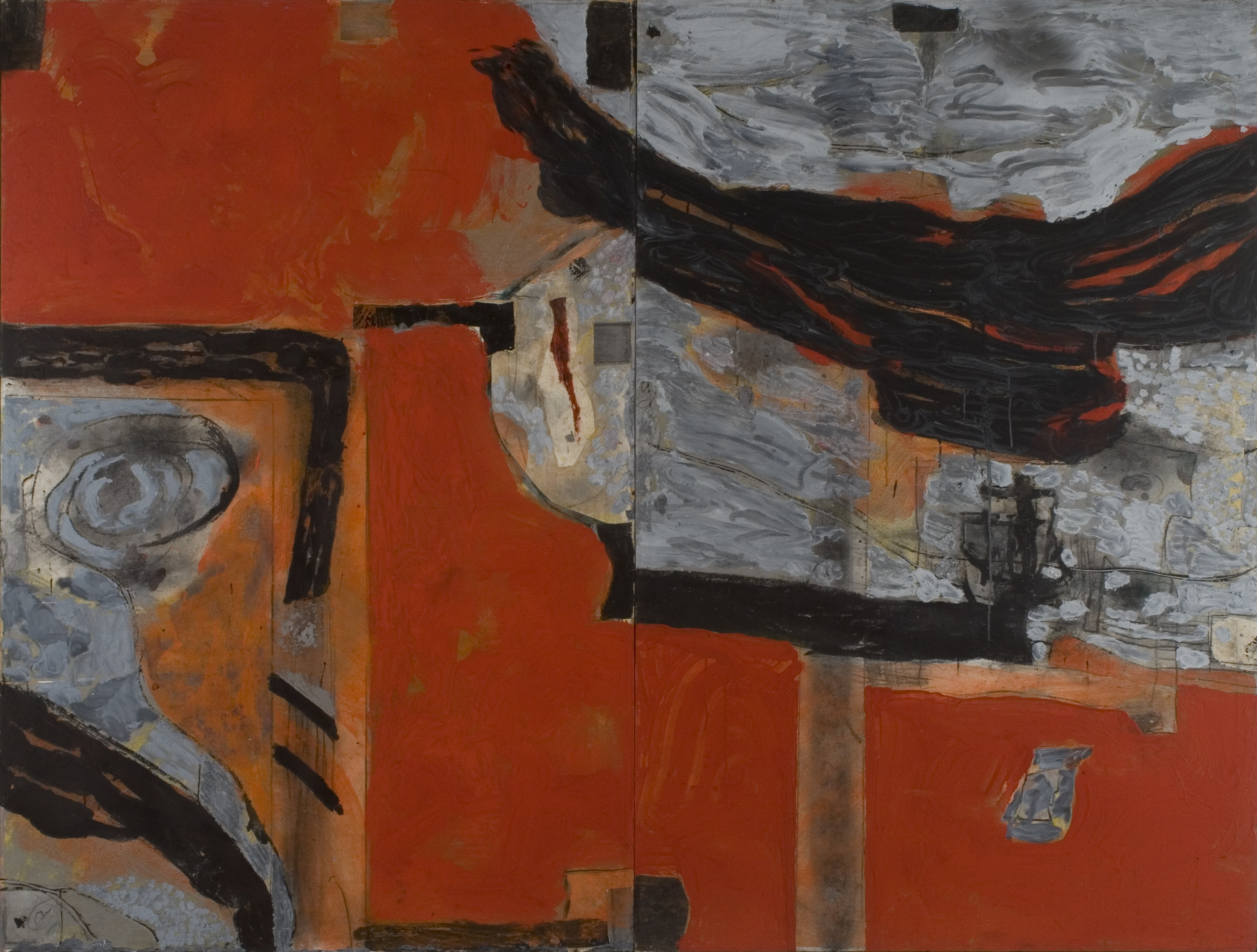
Szmog (2009)

## Kiállításai (válogatás)[1]

### Egyéni
- 1974 • Kulturális Kapcsolatok Intézete Kiállítóterem, Budapest
- 1976 • Helikon Galéria, Budapest
- 1977 • Művésztelepi Galéria, Szentendre
- 1979 • Galerie der Stadt Wels (Ausztria)
- 1980 • Koszta József Múzeum, Szentes
- 1982 • Görög templom, Vác
- 1983 • Kulturális Kapcsolatok Intézete Kiállítóterem • Kassák Terem, Esztergom
- 1984 • Gallery Forum (katalógussal), Wels • Porin Taidemuseo (katalógussal), Pori (FIN) • Profile Gallery, New York
- 1986 • Pécsi Galéria, Pécs • Szentendrei Műhely Galéria, Szentendre
- 1987 • Szombathelyi Képtár, Szombathely
- 1988 • Megyei Könyvtár, Békéscsaba • Galerie Möbius, Kiel • Taidemuseo, Kuopio (Finnország)
- 1989 • Francia Intézet, Budapest • Columbia University Gallery, New York • Fészek Galéria, Budapest [M. Wakolbingerrel] • Ernst Múzeum, Budapest (katalógussal)
- 1990 • Argelander Galerie, Bonn
- 1991 • Pandora Galéria, Badacsonytomaj
- 1992 • Art Fair, Bath • Klimó Károly rajzai Marquis de Sade műveihez, Francia Intézet, Budapest (katalógussal) • Egyetemi Galéria, Leeuwarden (Hollandia) • G. Briek, Groningen (Hollandia)
- 1993 • Magyar Intézet, Stuttgart • Galerie Schreiter, Nürnberg • Galerie der Stadt Wels • Associacion Pont Neuf, Párizs
- 1994 • Pandora Galéria, Budapest • Galerie Pimmingstorfer, Peuerbach (Ausztria) • Új művek [M. Wakolbingerrrel], Ludwig Múzeum – Kortárs Művészeti Múzeum (katalógussal) • Galerie Gut Gasteil, Prigglitz (Ausztria) • Kongresszusi Palota, Strasbourg
- 1995 • Maximilianpark, Hamm (Németország) • Goethe Intézet, Budapest (kat.) • Fészek Galéria, Budapest [Robert Schaddal] • Kunstverein Augsburg • Galerie Stahlberger, Weil am Rhein (Németország)
- 1996 • Pandora Galéria, Badacsonytomaj (B. Klötzerrel) • Rácz Stúdió Galéria, Budapest • Fészek Galéria, Budapest (Michael Horselyval)
- 1997 • Bartók 32 Galéria, Budapest (G. Andertonnal) • Osztrák Kulturális Intézet, Budapest • Galerie Kunst im Licht [Péter Vladimirral], Hamburg • Rozsics Galéria, Budapest • Rácz Stúdió Galéria, Budapest
- 1998 • Associazione Culturale Tempo Reale, Merano (Olaszország) • Galerie Gasteil (Trombitás Tamással), Prigglitz (Ausztria) • Galerie Pimmingstorfer (Konok Tamással), Peuerbach (Ausztria) • Rozsics Galéria, Budapest
- 1999 • Goethe Intézet (W. Weinerrel) • Galerie Stahlberger (W. Weinerrel), Weil am Rhein (Németország) • Magyar Intézet (W. Weinerrel), Stuttgart
- 2000 • Galerie Schreiter, München
- 2002 • Klimó Károly Akadémiai kiállítása, MTA • A nagy monológ, Francia Intézet, Budapest
- 2003 • Raiffeisen Galéria, Budapest
- 2004 • Új művek, Egry József Emlékmúzeum, Badacsony
- 2005 • mindenművészet – Klimó Károly és 12 ismeretlen művész munkája, 2B Galéria, Budapest • Klimó Károly, Herder-díjas festőművész kiállítása, AL Galéria, Budapest • A kétféle idő, Francia Intézet, Budapest • Valós idő (Robert Schad: Acél-kor c. kiállításával együtt), Fővárosi Képtár – Kiscelli Múzeum, Budapest
- 2006 • Francia Intézet (könyvbemutatóval együtt), Budapest
- 2007 • Wahrnehmungen (Willi Weinerrel), 2B Galéria
- 2009 • Jelenlét című kiállítás, Francia Intézet, Budapest
- 2010 • Idővesztés c. kiállítás, Petőfi Irodalmi Múzeum, Budapest
- 2011 • Pillantás c. kiállítás, Prestige Galéria, Budapest

### Csoportos
- 1965 • 10. Magyar Képzőművészeti kiállítás, Műcsarnok, Budapest
- 1966 • Fiatalok Biennálé, Musée d'Art Moderne, Párizs
- 1973 • Magyar képzőművészeti kiállítás, Modern Művészeti Múzeum, Belgrád
- 1974 • Magyar képzőművészeti kiállítás, Kunstakademie, Bécs
- 1975 • G. Levi, Milánó • XX. századi magyar festészet, Palazzo Reale, Milánó
- 1976 • Festészeti triennálé, Újdelhi, Teherán
- 1977 • Festészeti Biennálé, Szczecin
- 1980 • Nemzetközi művésztalálkozó, Kuopio (Finnország) • XXXIX. velencei biennálé, Velence
- 1981 • Új szerzemények, Neue Galerie der Stadt Linz, Linz
- 1984 • Freie Berliner Künstler, Messehalle an Funkturm, Berlin • 18. Festészeti triennálé, Cagnes-sur-Mer, Provence-Alpes-Côte d’Azur, Franciaország
- 1986 • Hét magyar művész, Los Angeles • Eklektika '85, Magyar Nemzeti Galéria, Budapest
- 1987 • Új szenzibilitás IV., Pécsi Galéria, Pécs • Domus Aurea, Fészek Galéria, Budapest • Dialógus V., Fészek Galéria, Budapest • 8+1, Alpine Gallery, London
- 1988 • Nyolc magyar művész, Galerie Knoll, Bécs, Arte e Amicitatae, Amszterdam • 5. Európai Grafikai Biennálé, Schloss und Alte Universität Heidelberg, Heidelberg
- 1989 • Kortárs magyar művészet, Walker Hill Art Center, Szöul • Magyar avantgárd, Kunstverein, Mannheim
- 1990 • Tizenhárom magyar művész, Varsó • Négy magyar művész, Auris G., Hämmenlinna (Finnország)
- 1991 • Négy magyar művész, Belarte G., Helsinki • 3x3, Szombathelyi Képtár, Szombathely • Tisztelet El Grecónak, Szépművészeti Múzeum, Budapest • Modern magyar művészet, Szöuli Művészeti Központ, Szöul • Kortárs művészet. Válogatás a Ludwig Múzeum és a Magyar Nemzeti Galéria gyűjteményéből, Magyar Nemzeti Galéria, Budapest
- 1992 • Budapesti Art Expo 1992, Budapest, Közgazdasági Egyetem
- 1993 • Kortárs magyar művészet, Europahaus, Klagenfurt • Feuerregen, Schloss Tyllsburg (Ausztria) • Grafikai Biennálé, Ljubljana
- 1994 • 12 Művész Ausztriából és Magyarországról, Schlossmuseum, Peuerbach, Orangerie, Kismarton • 1980-as évek – Képzőművészet, Ernst Múzeum, Budapest
- 1995 • Öt magyar művész, Galerie Knoll, Bécs • Hat magyar művész, Chapel Art Center, Hamburg
- 1996 • Millennium, Bartók 32 Galéria, Budapest • Galerie Spiess, Zürich
- 1997 • A bor és a művészek, Francia Intézet, Budapest • Olaj/Vászon, Műcsarnok, Budapest
- 1998 • Modern magyar művészet, Kunstverein, Würzburg • Budapesti Art Expo '98, Műcsarnok, Budapest • Magyar jelenlét, Zacheta G., Varsó • Magyar avantgárd a 20. században, Neue Galerie der Stadt Linz, Linz
- 2000 • Művészek, gyűjtemények, borok, RS VAM Galéria, Budapest
- 2001 • Kassák Lajos Emlékmúzeum
- 2003 • Csárdáskirály, Miskolci Galéria, Miskolc • Jövőkép – Kortárs magyar művészet, Pécsi Galéria, Pécs
- 2004 • Néma angyal, Pintér Sonja Kortárs Galéria, Budapest • Kiállítás a Francia Intézet 20 év alatt keletkezett műgyűjteményéből, Francia Intézet, Budapest
- 2005 • Living Classics, Városi Művészeti Múzeum, Győr • 13 művész a XIII. kerületben, AL Galéria, Budapest
- 2006 • Kortárs Bartók, Vízivárosi Galéria, Budapest
- 2007 • Északi part, MODEM, Debrecen • Artinact – Válogatás a Paksi Képtár gyűjteményéből, Paks • Új válogatás a Városi Művészeti Múzeum kortárs képzőművészeti gyűjteményéből, Napóleon-ház, Győr
- 2008 • Randez-vous der Freunde, Stuttgart.
- 2009 •  Négyen a Káli-medencéből – Hencze Tamás, Klimó Károly, Nádler István, Trombitás Tamás, G13 Art Gallery, Budapest
- 2009 • Hommage à Rozsics István – Bak Imre, Fehér László, Klimó Károly, Nádler István, Soós Tamás kiállítása, Kempinski Galéria, Budapest
- 2014 • Budapest, Rumbach Sebestyén utcai zsinagóga – Imák Auschwitz után

## Művei közgyűjteményekben (válogatás)
- Albertina, Bécs
- Art Museum, Reading (USA)
- Ferenczy Múzeum, Szentendre
- Fővárosi Képtár, Budapest
- Janus Pannonius Múzeum, Pécs
- Ludwig Múzeum – Kortárs Művészeti Múzeum, Budapest
- Magyar Nemzeti Galéria, Budapest
- Museum of Modern Art, Szöul
- Neue Galerie der Stadt Linz
- Städtische Galerie, Wels (Ausztria)
- Szombathelyi Képtár, Szombathely
- Taidem, Pori (Finnország)
- Taidem, Kuopio (Finnország)
- Városi Múzeum, Győr

## Illusztrált könyveiből[2]
- A párduc / Giuseppe Tomasi di Lampedusa ; [ford. Füsi József és munkatársai] ; [jegyz. Gábor György] ; [ill. Klimó Károly]. 5. kiad. Budapest : Európa, 1975. 392 p.
- Zorbász, a görög / Níkosz Kazandzákisz ; [ford. Papp Árpád, Szabó Kálmán] ; [ill. Klimó Károly]. 4. kiad. Budapest : Európa, 1976. 461 p.
- Pétervár / Jarosław Iwaszkiewicz ; [fordította, jegyz. Fejér Irén] ; [a kötet rajzait Klimó Károly készítette]. Budapest : Európa, 1978 [Gyula] : Dürer Ny. 119 p. : ill., színes
- Sörgyári capriccio : Regény / Bohumil Hrabal ; [fordította Hap Béla] / [a kötet rajzait Klimó Károly készítette]. Budapest : Európa, 1979 Gyoma : Kner Ny. 178 p. ill.
- A kastély / Franz Kafka ; [fordította Rónay György] / [a kötet rajzait Klimó Károly készítette]. 2. kiad. Budapest : Európa, 1979, cop. 1964 Békéscsaba : Dürer Ny. 370 p. ill.
- A vadkacsa : Színmű öt felvonásban / Henrik Ibsen ; [fordította Bart István] / [illusztrálta Klimó Károly]. Budapest : Európa, 1981. Békéscsaba : Dürer. 132 p., [4] t. fol. : ill., színes
- Az Elbrusz hófödte csúcsai : Elbeszélések / Jurij Nagibin ; [vál. Árvay János] ; [ford. Antal Miklós et al.] / [... ill. Klimó Károly]. Bratislava : Madách ; Budapest : Európa, 1984. 356 p. ill.
- Primavera : Művészi elbeszélés / Sven Delblanc ; [ford. Csatlós János / [... rajz. Klimó Károly ...]. Budapest : Európa, 1986. Gyomaendrőd : Kner. 194 p. ill.
- In hora mortis / Thomas Bernhard ; [ford. Kukorelly Endre] ; [Klimó Károly rajz.]. Pécs : Jelenkor, 1997 Pécs : Jelenkor : Molnár Cs. 40 p. : ill. színes
- Nouvelle poésie hongroise : 1970-2000 / [textes choisis et trad. par] Alain Lance, János Szávai ; ill. de Károly Klimó. Paris : Caractères, 2001. 262 p. ill.

## Díjak, elismerések (válogatás)
- Derkovits-ösztöndíj (1964-1967)
- Munkácsy Mihály-díj (1972)
- Juho Russannen-díj, Kuopio, (Finnország, 1980)
- Európa Kiadó nívódíja, (1988)
- Érdemes művész (1998)
- Herder-díj (2005)